# Chas McDevitt
Chas McDevitt (* 4. Dezember 1934 in Eaglesham bei Glasgow, Schottland, als Charles James McDevitt) ist ein britischer Musiker. Er zählt zu den führenden Köpfen des Skiffle, eines Mitte bis Ende der 1950er Jahre in Großbritannien sehr einflussreichen und beliebten Musikstils.

## Leben und Wirken
McDevitts Familie zog nach Ausbruch des Zweiten Weltkriegs nach Camberley, Surrey. Als Teenager lernte er autodidaktisch das Banjo und begann entsprechend mit Blueskünstlern wie Josh White. Er trat auch einer lokalen Dixieland-Jazzband bei. 1955 zog er nach London und spielte nun bei Ken Colyers Crane River Jazz Band mit. Zur gleichen Zeit gründete er eine kleine Skiffleband, die sich als Straßenkünstler in Kaffee-Bars und Jazzclubs in Soho bewährte.

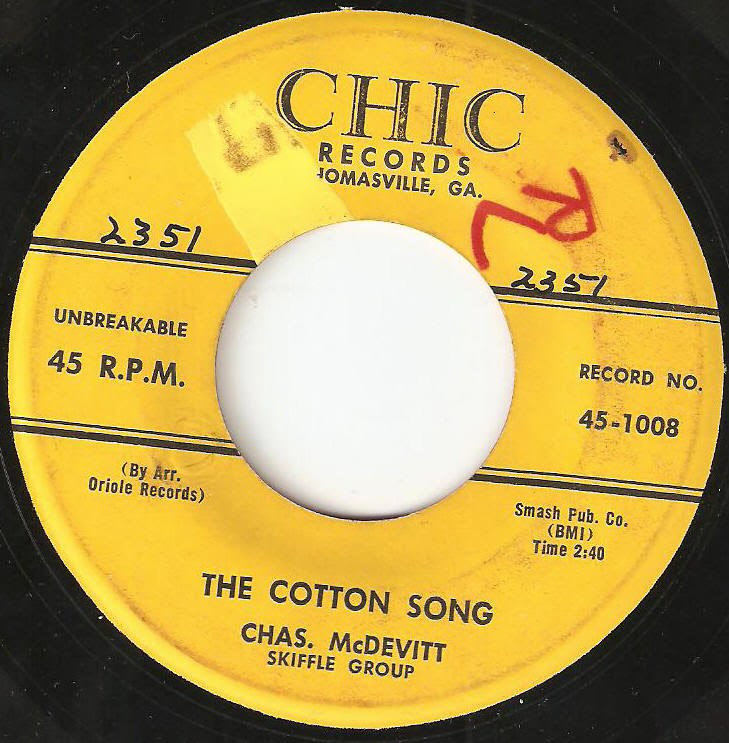
Chas McDevitt Skiffle Group – The Cotton Song als amerikanische Veröffentlichung bei Chic Records

Ende 1956, während der Aufnahme des Songs „Freight Train“ für Oriole Records – von Folk-Blues-Sängerin Elizabeth Cotten geschrieben – schlug Tonstudio-Besitzer Bill Varley vor, die Band solle eine Sängerin hinzunehmen. So wurde Folk-Sängerin Nancy Whiskey (eigentlich Anne Wilson) eingeladen, der Chas McDevitt Skiffle Group beizutreten, und gemeinsam mit ihr wurde das Lied neu aufgenommen. Der Titel wurde 1957 ein Hit in Großbritannien und erreichte auf dem Höhepunkt des Skiffle-Booms Platz 5 der UK Top 40. In den Vereinigten Staaten wurde der Song von Rusty Draper gecovert, der damit einen noch größeren Hit landete. Dennoch erschien die Chas McDevitt Skiffle Group in der Ed Sullivan Show, ihre Schallplatte wurde ein Millionenseller. Noch im selben Jahr, 1957, landete die Band mit „Greenback Dollar“ in Großbritannien eine weitere Chartplatzierung (# 28). Ihr Erfolg führte dazu, dass sie mit Acts wie Slim Whitman und Frankie Lymon & The Teenagers tourten. Darüber hinaus ersetzten sie Jerry Lee Lewis auf seiner unglückseligen 1958er Tour in Großbritannien. Die Chas McDevitt Skiffle Group war die einzige britische Skiffleband, die neben Lonnie Donegan internationalen Erfolg erreichte.
Nachdem Nancy Whiskey die Band im Jahre 1957 verlassen hatte, hatte Chas McDevitt weniger kommerziellen Erfolg, und seine Gruppe wurde 1961 aufgelöst. Er bildete dann ein Duo mit seiner Frau Shirley Douglas, bis ihre berufliche und persönliche Beziehung in den 1970er Jahren endete. Danach machte McDevitt als Bandleader einer neuformierten Gruppe weiter, und er betätigte sich aktiv in der karitativen Arbeit. 1997 kam es beim Konzert The Roots Of British Rock in der Royal Albert Hall zu einem neuerlichen Auftritt mit Nancy Whiskey.
Zuletzt trat Chas McDevitt in der BBC-Fernsehshow Never Mind The Buzzcocks publikumswirksam in Erscheinung.